# Éboulis de Mahavel

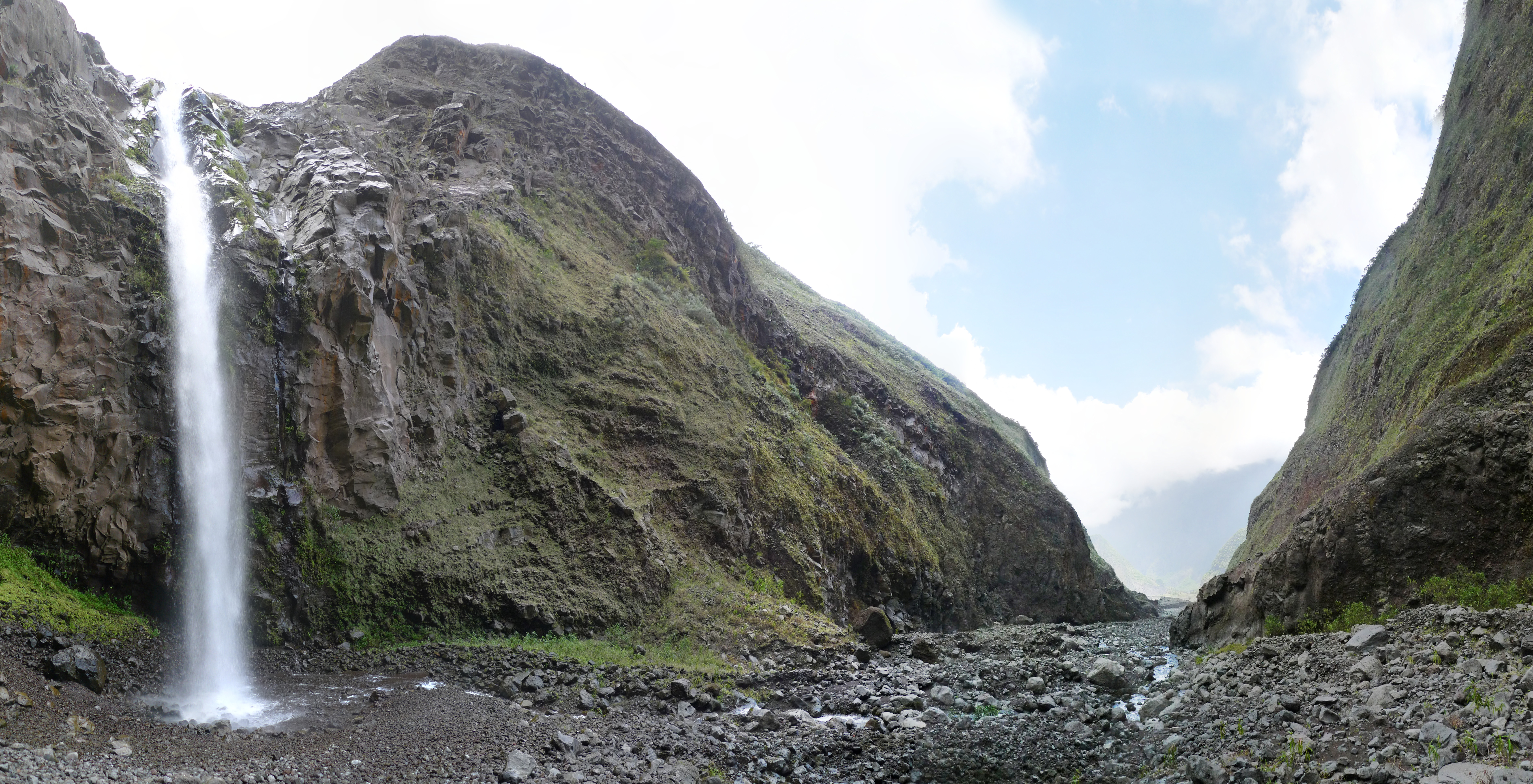
Cascade Mehavel à la Réunion.

Sur l'île de La Réunion, le 6 mai 1965, vers 4 heures du matin, un pan de la falaise du bras de Mahavel s’est effondré obstruant son embouchure dans la Rivière des Remparts deux kilomètres plus bas. L’éboulis n’a pas fait de victimes bien que les déblais de 30 millions de m³ se soient accumulés sur plusieurs mètres de haut jusqu’au pied des maisons du village de Roche Plate.
Le bruit fut entendu de la Plaine des Cafres jusqu'à Saint-Joseph. Les habitants ont d'abord pensé à une éruption volcanique. Le lac de boue qui s’est formé a été source d’inquiétude pour les habitants de Saint-Joseph situé en aval. Pendant un temps l’évacuation a été envisagée.  Le creusement d’un chenal pour vider le barrage a été entrepris. En fin de compte, il s’est érodé naturellement, et le lac s’est vidé au fil des mois.